# Réti útifű
A réti útifű (Plantago media) az ajakosvirágúak (Lamiales) rendjébe, ezen belül az útifűfélék (Plantaginaceae) családjába tartozó faj.

## Előfordulása
Csaknem egész Európában és Ázsia mérsékelt övi részein elterjedt.

## Alfajai
- Plantago media subsp. media
- Plantago media subsp. pindica (Hausskn.) Greuter & Burdet, 1982
- Plantago media subsp. stepposa (Kuprian.) Soó, 1967

## Megjelenése
A réti útifű 15-40 centiméter magas, évelő növény. Világos szürkészöld levelei tőállásúak, a talajra szorosan ráfekvő csokrot alkotnak, mindkét oldalukon rövid szőrösek, elliptikusak vagy széles tojásdadok, rövid nyélbe keskenyedők, a tőkocsánynál sokkal rövidebbek. A virágzat 4-8 centiméter hosszú, tömött, hengeres füzér, a virágok fehéresek, a porzószálak halványlila színűek.

## Életmódja
Réteken, legelőkön és erdőkben is nő, száraz, meszes vályogtalajokon.
A virágzási ideje május–július között van.

## Képek

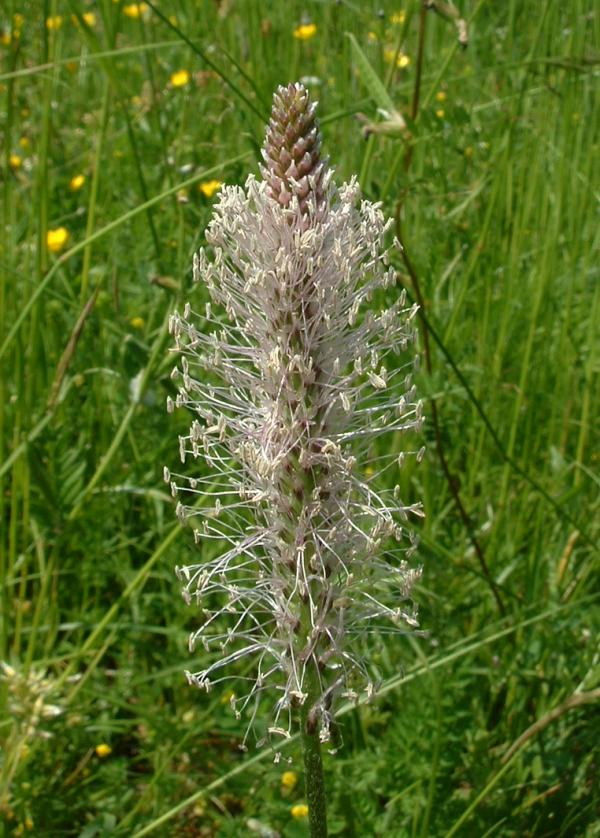
virágzata
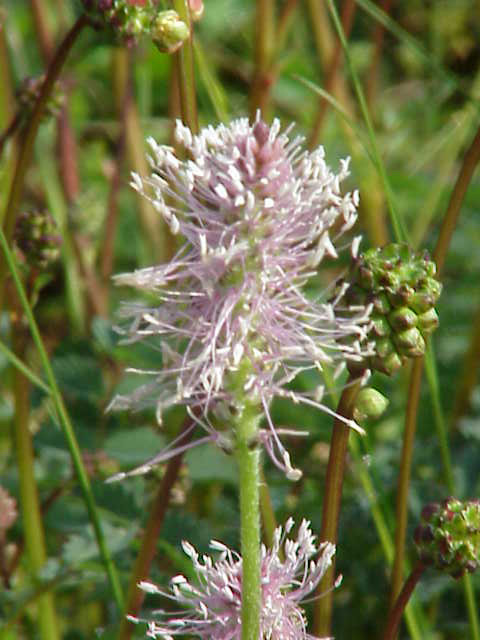
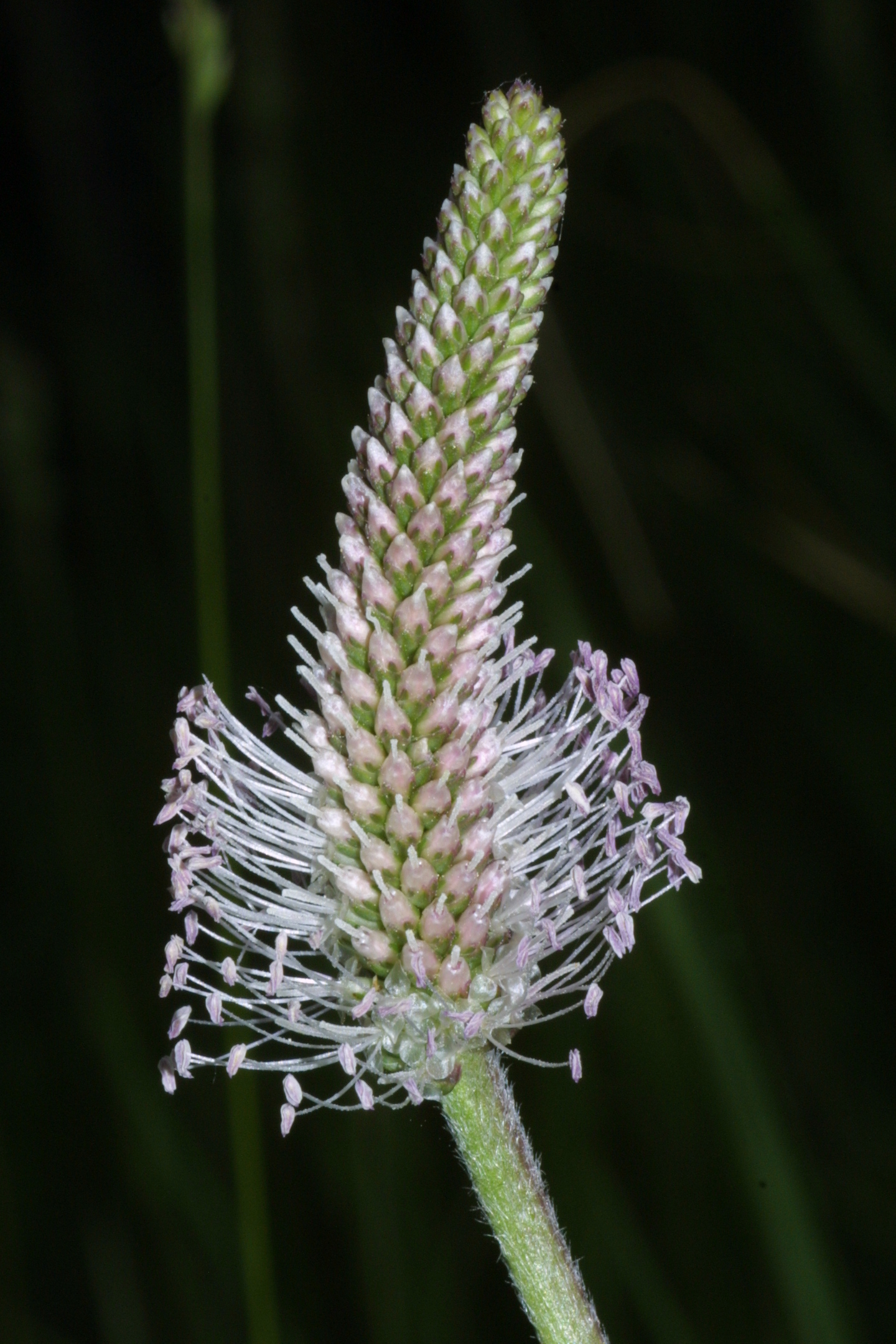
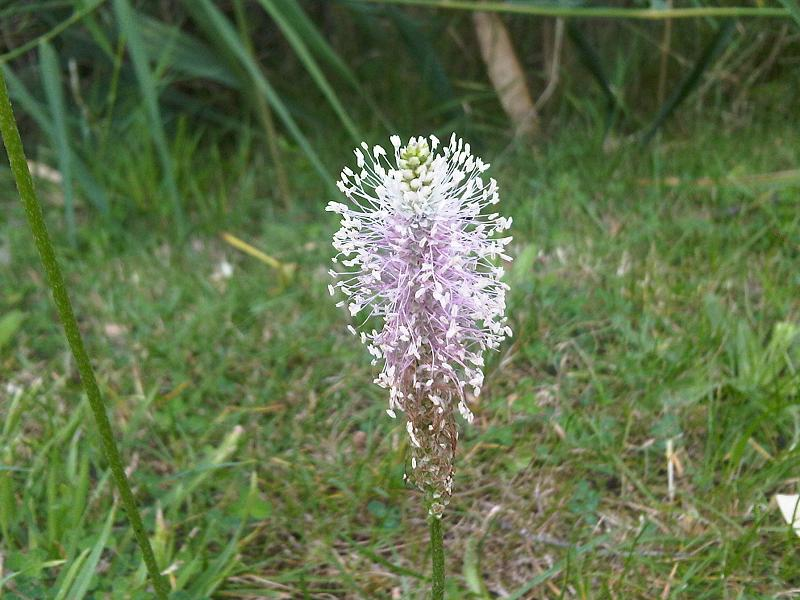
virágos példány a WWT London Wetland Centre-ben
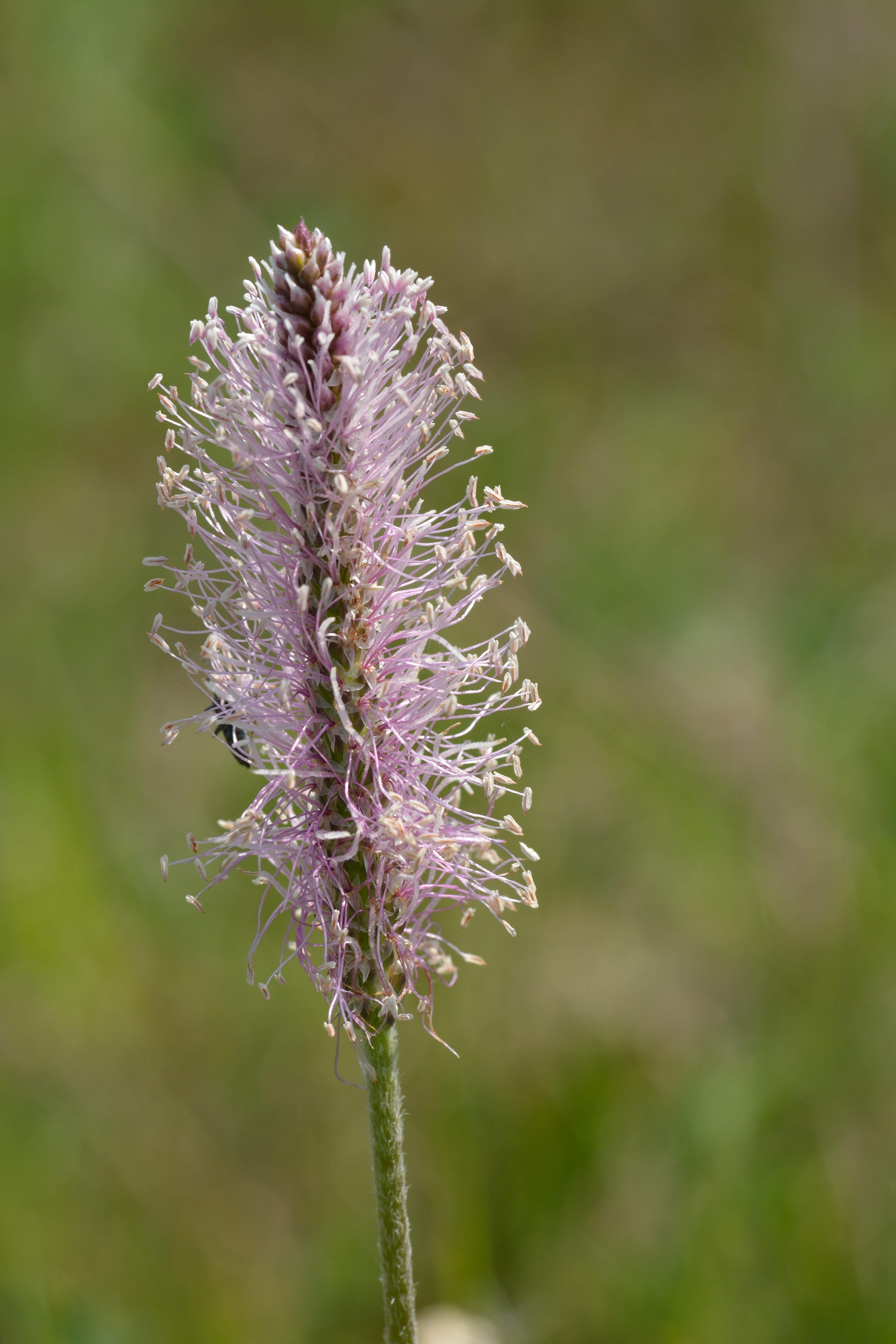
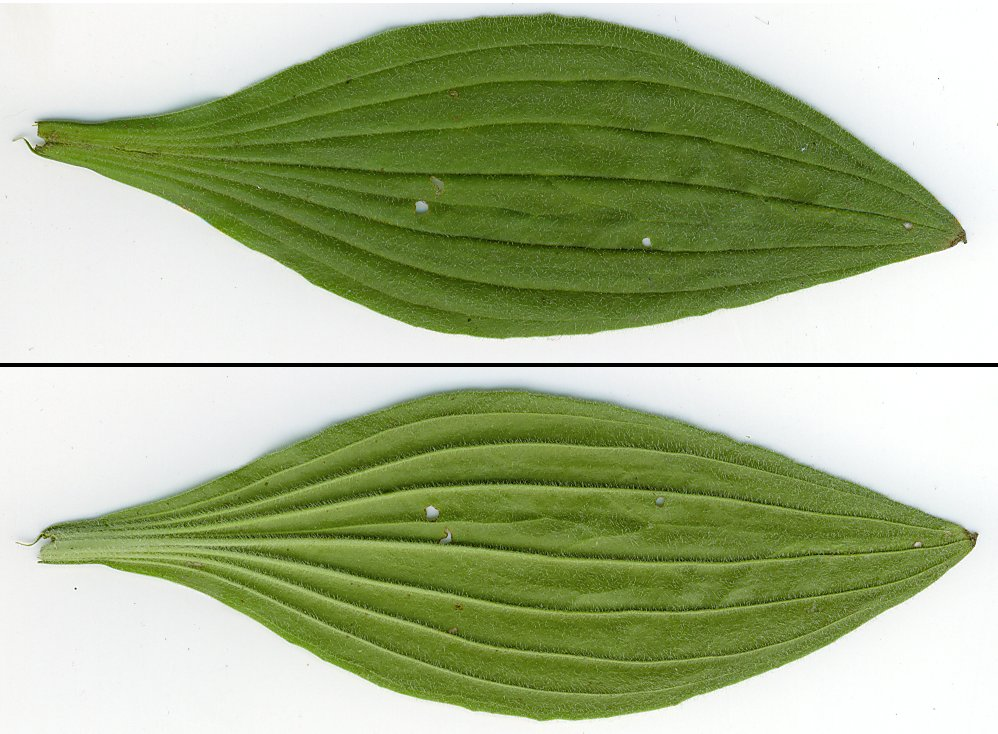
levele
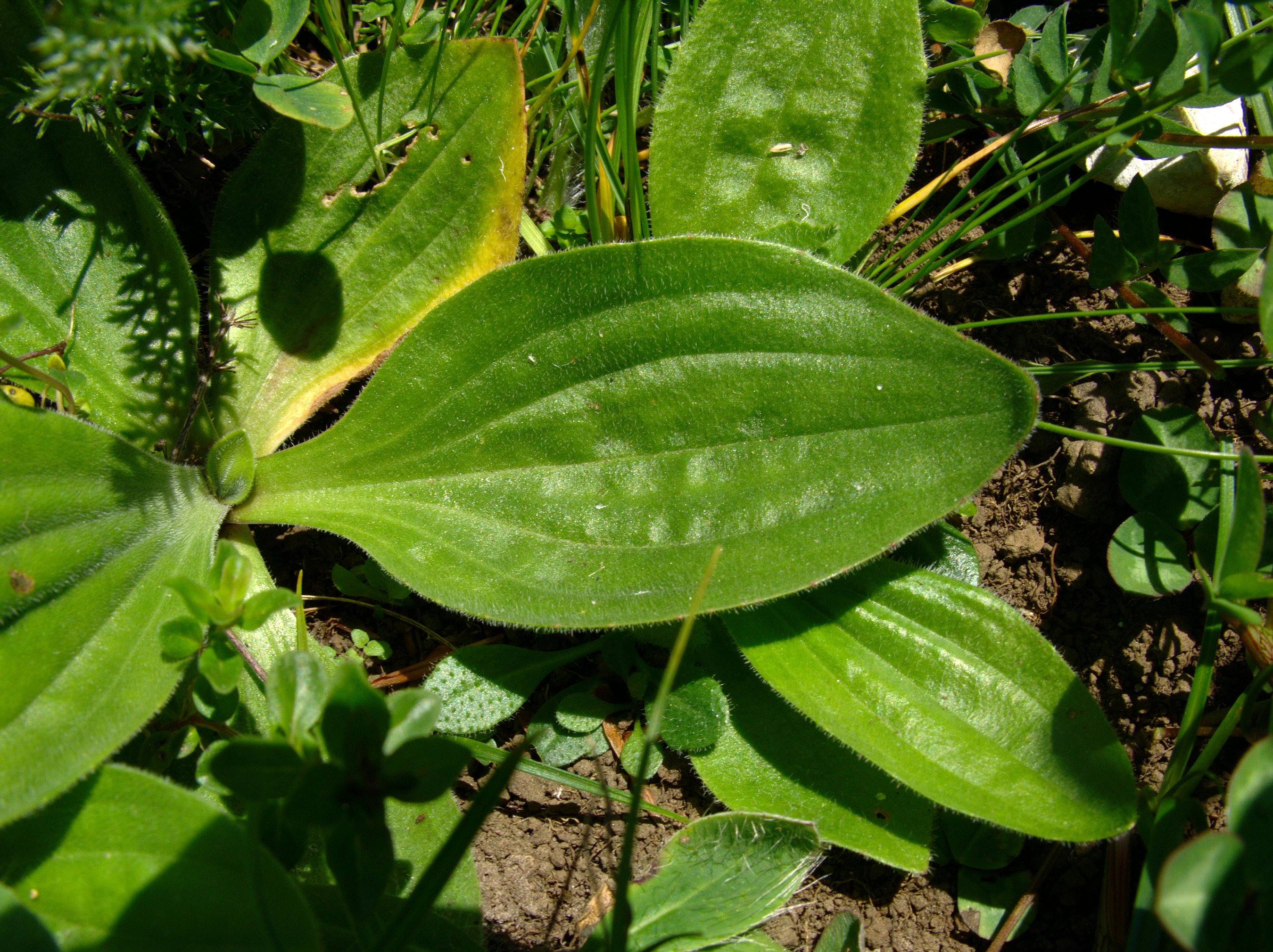
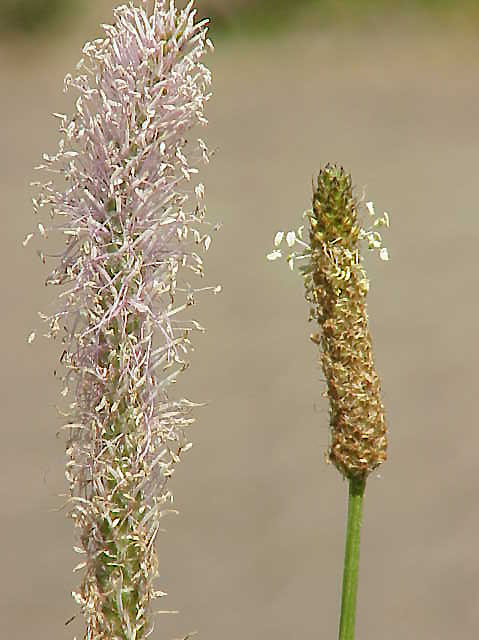
Plantago media subsp. stepposa
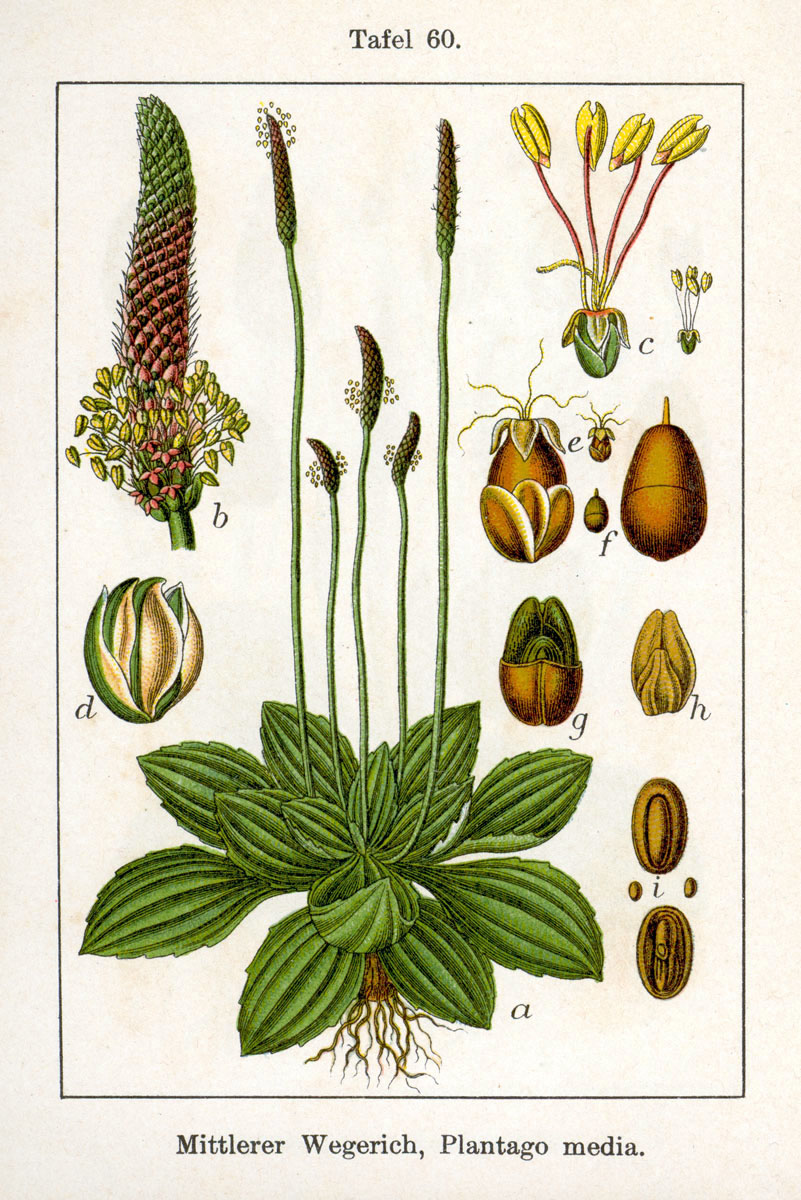
rajz a növényről és részeiről